# Битлджус (мультсериал)
«Би́тлджус» (англ. Beetlejuice) — мультсериал, основанный на одноимённом фильме Тима Бёртона.

## Сюжет
Лидия — подросток-гот, интересующаяся загробным миром, из-за чего её одноклассники считают её очень странной девочкой. Единственным другом, который её понимает и, по словам Лидии «Только он способен меня рассмешить», является — Битлджус (букв. жучиный сок), ненормальный даже по меркам Загробного Царства призрак, обожающий жуков (сугубо с гастрономической точки зрения).
Стоит Лидии пропеть стихотворение: «Там, в стране, где живут привиденья, я забуду про слово „боюсь“. И воскликну без тени сомненья: Битлджус, Битлджус, Битлджус!» — появляется её друг-призрак и начинается её новое приключение в «Междумирье» (Загробное Царство). Битлджус постоянно связывается с проблемой, которую он решает только с помощью Лидии.

## Персонажи
- Битлджус (англ. Beetlejuice) — слегка безумный призрак-полтергейст. И хотя по фильму Лидия и Битлджус не были друзьями, в мультфильме они друзья. Обожает Лидию и пакостить. Вечно подшучивает над обитателями Загробного Царства, из-за чего его нередко наказывают, в худшем случае сажают в тюрьму (несколько раз его хотели скормить песчаным червям). Так же любит шутить над родителями Лидии и её чёрным котом. Битлджус может превратиться во что угодно, в любой предмет или принять любую форму (что в мультфильме у других призраков встречается редко). Однако он не может колдовать, если теряет ту или иную часть тела (а каждая часть может жить своей отдельной жизнью и способна сбежать или отвалиться), а также склонен к непроизвольному воплощению острот или клише (так, попросив у Лидии одобрения в виде хлопка по спине, у него из спины вырастет чудик, хвалящий каждое его действие.) У него есть фобия — Битлджус до смерти боится песчаных червей. Он ненавидит слова «работа», «чистота», «любовь», «ответственность» и все, что связано с добром, так же, как и все яркое, цветное и не заплесневелое. И ни за что не признаётся, что ему кто-то нравится или он кому бы то ни был благодарен (в одной серии Лидия узнала, что он очень любит Смерть). Лидия — его единственный настоящий друг. Ему становится не по себе, если её нет рядом, потому что он сильно к ней привязан (в одной серии сказал, что его загробная жизнь бессмысленна без Лидии). Считает её интересной личностью. Он всегда готов ей помочь или просто развеселить её, но часто все выходит по принципу «хотел как лучше, но получилось как всегда». Кроме того, Битлджус мечтает разбогатеть и прославиться, и добиться цели любой ценой. (Так, чтоб привлечь призраков посетить его магазин, он использовал гипноз.)
- Лидия Дитц (англ. Lydia Deetz) — девочка около 14 лет, гот. Живёт в Тихих соснах. Любит насекомых, посмеяться и повеселиться со своим другом Битлджусом. Считает, что Потусторонний мир интересней мира живых. Всегда говорит Битлджусу только правду. Благодаря этому призраку она научилась заводить друзей. Раньше была застенчивой и забитой девочкой, но приобрела уверенность в себе благодаря своему другу.
- Думи/Смертик (англ. Doomie) — машина, которую собрали Битлджус и Лидия. Он — живая машина и он способен на человеческие чувства (в одной из серий он влюбился в машину мэра). Но у него есть проблема: у него раздвоение личности. Дело всё в том, что Битлджус и Лидия собрали две разные половины машины и оживили его. И вот когда Думи видит собаку, он превращается в красную машину-монстра и начинает её преследовать. В своём обычном состоянии он добрый и отзывчивый автомобиль. Умеет говорить только «бил, бью и буду бить» (в озвучиваниях других каналов может говорит слова и предложения) и издавать звук, похожий на клич щенка из Скуби-Ду «тадат-тадат-тадам», но Лидия его понимает. Один раз Битлджус превратил его в автобус, чтобы свозить друзей Лидии в Загробный Мир.
- Джинджер (англ. Ginger) — танцующая паучиха. Живёт в том же доме, где и Битлджус. Мечтает прославиться, но Битлджус постоянно над ней подшучивает.
- Жак Лин (англ. Jacques LaLean) — скелет-француз. Живёт в том же доме, где и Битлджус. Постоянно занимается спортом и мечтает открыть ресторан. Любимое занятие Битлджуса: напугать Жака так, чтобы он рассыпался.
- Монстр с той стороны улицы (англ. The Monster Across the Street) — мохнатый монстр, живущий через улицу от дома Битлджуса. Он носит ковбойскую шляпу и сапоги со шпорами. Имеет пса по имени Пупсик. Его глаз никогда не видно (разве что он находится в состоянии полного потрясения). Не имеет своего имени и встречается с такой же Монстрихой. У Монстра был отец выше и больше его в 10 раз. Его отец живёт в джунглях на горе Большого Пинг-Понга (которая на самом деле становится логовом пирата, где он проводит комедийные шоу).
- Пупсик (англ. Poopsie) — пёс Монстра с той стороны улицы. Розовая окраска, на конце хвоста кисточка в виде креста. Битлджус обожает издеваться над собачкой. Влюблён в собаку Монстрихи с той стороны улицы по имени Пупет.
- Клер Брюстер (англ. Claire Brewster) — одноклассница Лидии. Внешность красивой куклы-барби: голубые глаза, светлые волосы и пустая голова. Соперница Лидии. Самовлюблённая девушка, эгоистичные манеры, готовая на всё, чтобы победить в глупом соревновании между ней и Лидией.